# Mitridate I del Ponto
Mitridate I Ctiste (in greco antico: Mιθριδάτης Kτίστης?; ... – 266 a.C.) è stato il primo fondatore (Ctistes significa appunto fondatore) del regno del Ponto in Anatolia.
Nel 302 o 301 a.C., poco dopo avere giustiziato suo padre, Mitridate di Cio, il diadoco Antigono divenne diffidente verso suo figlio che aveva ereditato il dominio familiare di Cio e venne così motivato ad escogitare un piano orientato a uccidere il ragazzo. Questi ricevette in modo tempestivo da Demetrio Poliorcete la notizia  riguardo alle intenzioni di Antigono, e fuggì via con alcuni seguaci in Paflagonia, dove occupò una fortezza inespugnabile, chiamata Cimiata. Raggiunto da numerosi corpi di truppe provenienti da zone diverse, gradualmente estese i suoi domini nel Ponto creando le premesse per la nascita di un nuovo regno, che si può presumere sia sorto verso il 281 a.C. circa, quando Mitridate assunse il titolo di basileus (re). Nello stesso anno, lo troviamo a concludere un'alleanza con la città di Eraclea Pontica, in Bitinia, per proteggersi contro Seleuco. Nel periodo successivo Mitridate chiede aiuto ai Galati (che più tardi si sistemeranno in Asia Minore) per rovesciare una forza speditagli contro da Tolomeo, re d'Egitto. Questi sono gli eventi documentati del suo regno, durato 36 anni, al quale successe il figlio Ariobarzane. Sembra che Mitridate Ctiste sia stato sepolto in una tomba reale nei pressi della capitale del regno, Amasia. Vicino a lui sarebbero sepolti tutti i re del Ponto fino alla caduta di Sinope nel 183 a.C.
Secondo Appiano, Mitridate Ctiste era l'ottavo discendente dal primo satrapo del Ponto sotto Dario il Grande e il sesto ascendente da Mitridate Eupatore. Tuttavia, questo punto è controverso dato che Plutarco  scrive che otto generazioni di re del Ponto originarono da lui prima dell'assoggettamento romano.

## Ascendenza
|                       |   |   | Genitori |  |  | Nonni |  |  | Bisnonni           |  |  | Trisnonni            |  |
|                       |   |   |          |  |  |       |  |  | Mitridate I di Cio |  |  | Ariobarzane I di Cio |  |
|                       |   |   |          |  |  |       |  |  | Mitridate I di Cio |  |  | Ariobarzane I di Cio |  |
|                       |   | … |          |  |  |       |  |  | Mitridate I di Cio |  |  |                      |  |
| Ariobarzane II di Cio |   |   |          |  |  |       |  |  | Mitridate I di Cio |  |  |                      |  |
|                       |   | … | …        |  |  |       |  |  |                    |  |  |                      |  |
|                       |   | … | …        |  |  |       |  |  |                    |  |  |                      |  |
|                       |   | … | …        |  |  |       |  |  |                    |  |  |                      |  |
| Mitridate II di Cio   |   | … |          |  |  |       |  |  |                    |  |  |                      |  |
|                       |   | … | …        |  |  |       |  |  |                    |  |  |                      |  |
|                       |   | … | …        |  |  |       |  |  |                    |  |  |                      |  |
|                       |   | … | …        |  |  |       |  |  |                    |  |  |                      |  |
| …                     |   | … |          |  |  |       |  |  |                    |  |  |                      |  |
|                       |   | … | …        |  |  |       |  |  |                    |  |  |                      |  |
|                       |   | … | …        |  |  |       |  |  |                    |  |  |                      |  |
|                       |   | … | …        |  |  |       |  |  |                    |  |  |                      |  |
| Mitridate I del Ponto |   | … |          |  |  |       |  |  |                    |  |  |                      |  |
|                       | … | … |          |  |  |       |  |  |                    |  |  |                      |  |
|                       | … | … |          |  |  |       |  |  |                    |  |  |                      |  |
|                       | … | … |          |  |  |       |  |  |                    |  |  |                      |  |
| …                     | … |   |          |  |  |       |  |  |                    |  |  |                      |  |
|                       |   | … | …        |  |  |       |  |  |                    |  |  |                      |  |
|                       |   | … | …        |  |  |       |  |  |                    |  |  |                      |  |
|                       |   | … | …        |  |  |       |  |  |                    |  |  |                      |  |
| …                     |   | … |          |  |  |       |  |  |                    |  |  |                      |  |
|                       |   | … | …        |  |  |       |  |  |                    |  |  |                      |  |
|                       |   | … | …        |  |  |       |  |  |                    |  |  |                      |  |
|                       |   | … | …        |  |  |       |  |  |                    |  |  |                      |  |
| …                     |   | … |          |  |  |       |  |  |                    |  |  |                      |  |
|                       |   | … | …        |  |  |       |  |  |                    |  |  |                      |  |
|                       |   | … | …        |  |  |       |  |  |                    |  |  |                      |  |
|                       |   | … | …        |  |  |       |  |  |                    |  |  |                      |  |
|                       |   | … |          |  |  |       |  |  |                    |  |  |                      |  |